# Đorđe Vuković
Đorđe Vuković (Banja Luka, 1971) je univerzitetski profesor i srpski književnik, publicista, kolumnista i politikolog. Kao redovni profesor političke teorije zaposlen je na Fakultetu političkih nauka Univerziteta u Banjoj Luci.

## Biografija
Rođen je 27. septembra 1971. godine u Banjoj Luci, gdje je završio osnovnu i srednju školu. Na Filozofskom fakultetu Univerziteta u Banjoj Luci diplomirao je žurnalistiku, potom završio magistarske studije iz savremene sociologije i stekao zvanje - magistra socioloških nauka. Na Fakultetu političkih nauka Univerziteta u Beogradu februara 2011. godine odbranio je doktorsku disertaciju iz oblasti političke kulture i stekao zvanje - doktora političkih nauka.
Na akademskim studijama prvog, drugog i trećeg ciklusa predaje predmete: Politička kultura i politička antropologija, Politički konflikti, Politička analitika i javno mnjenje, Srpska politička misao, Politički konflikti, Politike svakodnevnog života i Politika u globalizovanom svijetu.
Autor je naučnih knjiga: Ideološki paragrafi medijskog izvještavanja (Banja Luka, 2008), Temelji i razvaline političke kulture (Banja Luka, 2011), Kontekst političke kulture (Banja Luka, 2014), Predstraža slave i plača, srpsko pitanje u BiH prije i poslije Jugoslavije (Beograd-Banja Luka, 2018), Kulturna uporišta politike, koautor (Beograd, 2018), Društvo u sumraku (Sarajevo, 2018), Kontekst političke kulture, dopunjeno i prošireno izdanje (Banja Luka, 2020), Oslonac srpski, ako jednom zaboravimo sebe i nestanemo (Banja Luka, 2022) i Srpska inteligencija između podaništva i otpadništva (2024), naučni ogledi.

### Akademska karijera
Od 2000. godine na Filozofskom fakultetu u Banjoj Luci radio je kao demonstrator, asistent i viši asistent, a potom na Fakultetu političkih nauka biran u nastavnička zvanja docenta i vanrednog profesora. U zvanje redovnog profesora političke teorije izabran je 24. februara 2022. godine. Član je redakcije naučnog časopisa FPN-a Politeia i naučnog vijeća časopisa Filozofskog fakulteta Sveučilišta u Mostaru. Obavljao je dužnost rukovodioca Katedre za politikologiju i člana Komiteta za etička pitanja Univerziteta u Banjoj Luci. Godine 2015. izabran je u Odbor za političke nauke Akademije nauka i umjetnosti BiH.
Odlukama Nastavno-naučnog vijeća FPN-a Univerziteta u Beogradu godinama je držao gostujuća predavanja na dodiplomskim i postdiplomskim studijama, a u okviru Fondacije dr Zoran Đinđić bio je predavač nekoliko generacija polaznika Regionalne škole političke filozofije. Sarađujući sa Institutom za međunarodnu politiku i privredu iz Beograda, držao je uvodna izlaganja i predstavljao naučne i stručne radove na regionalnim i međunarodnim skupovima. Kao saradnik Instituta za političke studije iz Beograda objavio je naučnu monografiju, nekoliko originalnih naučnih radova i prikaza knjiga u časopisu Nacionalni interes. Učesnik je mnogih naučnih konferencija na prostorima bivše Jugoslavije, recezent brojnih knjiga i naučnih radova više zapaženih autora iz regiona. Jedan je od autora monografije od međunarodnog značaja, objavljenoj u Sjedinjenim Američkim Državama 2016. godine, koja se bavi savremenim nacionalnim identitetima. Bio je nosilac nekoliko naučno-istraživačkih projekata od nacionalnog značaja, od kojih su dva (2023, 2024) realizovana u saradnji sa Univerzitetom iz Novog Sada.
Višegodišnji je predavač na političkim akademijama i školama demokratije Fondacije Friedrich-Ebert-Stiftung, kao i školama integriteta Transparency International u Bosni i Hercegovini. Kao komentor, supervizor i stručni saradnik pomogao je studentima iz Atine, Graca, Padove i nekoliko regionalnih univerzitetskih centara u naučno-istraživačkim projektima i sticanju akademskih zvanja.

### Novinarstvo
Novinarstvom je počeo da se bavi početkom devedesetih u čuvenom beogradskom časopisu Student, da bi 1996. godine u rodnoj Banjoj Luci osnovao i postao prvi glavni i odgovorni urednik Banjalučkog univerzitetskog magazina BUM, a 1998. godine pokrenuo i uređivao alternativni magazin Revolt. Pisao je za zagrebačke, sarajevske i beogradske opozicione listove, a nekoliko godina imao redovne kolumne na BIG radiju iz Banje Luke. U izdanju "Besjede" 2004. godine objavio je zbirku kolumni Srpski komarci na Nojevoj barci (U čemu je problem, gospodo?).
Kao urednik i kolumnista radio je u Glasu srpskom, a novinske kolumne pisao za: Novi prelom, Reporter, Banjalučke novine, Euroblic, Nezavisne novine, Fokus, bijeljinski Ekstra magazin, sarajevske Večernje novine, beogradski Princip, NIN i Nedeljnik. Kolumne je pisao i za brojne portale: Etrafika, Buka, Gerila, Frontal, Novi polis i Nova srpska politička misao.
Član Udruženja novinara Republike Srpske postao je 1996. godine. Držao je stručna predavanja na mnogim novinarskim školama i radionicama, bio mentor kasnije brojnim novinarima i urednicima u RS i BiH. Dobitnik je nekoliko priznanja za afirmisanje medijskih sloboda, borbu za novinarsku etiku i demokratska načela. U više navrata predsjedavao je stručnim žirijem za izbor Novinar godine.

### Književnost
Poeziju i kratke priče piše od rane mladosti. Pored pjesama za školske i omladinske časopise, pisao je i za banjalučke rok grupe. Autor je stihova himne Košarkaškog kluba Borac.
Objavio je nekoliko zbirki poezije: Neko tebi sličan (1992), Molitva kamenih usana (1994), Izbeglica iz vremena (1995) i Čovjek nadomak sebe (2016), kao i kratke priče Slepoočnice (1998), sa prevodom na njemački Die Schlafen (2001). Njegove priče recenzirao je srpski istoričar književnosti i književni kritičar, profesor Miroslav Egerić, a preveo poznati srpski književnik češkog porijekla Zlatko Krasni. 
Uvršten je u nekoliko antologija nacionalnog i istočnoevropskog književnog stvaralaštva, a pjesme i priče su mu prevođene na slovenački, poljski, engleski i njemački jezik. Objavljivao je u književnim časopisima Putevi, Srpska vila, Zalog, Značenja, Književna Krajina, Album itd. Dobitnik je i nekoliko književnih nagrada. 
U Udruženje književnika Republike Srpske primljen je 15. jula 1995. godine, kao najmlađi član. Krajem februara 2023. godine u prepunoj vijećnici Banskog dvora obilježio je tri decenije književnog i umjetničkog stvaralaštva.

## Bibliografija

### Knjige
- Neko tebi sličan (1992), zbirka pjesama
- Molitva kamenih usana (1994), zbirka pjesama
- Izbeglica iz vremena (1995), zbirka pjesama
- Slepoočnice (1998), kratke priče
- Die Schlafen (2001), kratke priče
- Srpski komarci na Nojevoj barci (2004), radio kolumne
- Ideološki paragrafi medijskog izvještavanja (Banja Luka, 2008), naučna monografija
- Temelji i razvaline političke kulture (Banja Luka, 2011) naučni ogledi
- Kontekst političke kulture (Banja Luka, 2014), naučna monografija
- Čovjek nadomak sebe (2016), zbirka pjesama
- Predstraža slave i plača, srpsko pitanje u BiH prije i poslije Jugoslavije (2018), naučna monografija
- Kulturna uporišta politike, koautor (Beograd, 2018) naučna monografija
- Društvo u sumraku (Sarajevo, 2018) naučni ogledi
- Kontekst političke kulture, dopunjeno i prošireno izdanje (2020), naučna monografija
- Oslonac srpski, ako jednom zaboravimo sebe i nestanemo (Banja Luka, 2022), naučni ogledi
- Srpska inteligencija između podaništva i otpadništva (2024), naučni ogledi

### Izbor radova
- Društvo u sumraku
- Dejton, kraj ili povratak političke ravnoteže Архивирано на веб-сајту  (16. фебруар 2023)
- The crucifixion of the national elite
- RASPEĆE NACIONALNE ELITE https://www.ceeol.com/search/article-detail?id=592866
- The Impossible State: National Identities in Bosnia and Herzegovina
- Ratovi sjećanjem u bivšoj Jugoslaviji
- Koliko budućnost Republike Srpske zavisi od „patriotskog čula“ Srbije? Архивирано на веб-сајту  (16. фебруар 2023)
- Naslijeđe mira Bosna i Hercegovina 20 godina poslije Dejtonskog mirovnog sporazuma
- Conflict of a Memory Culture in Western Balkans
- SJAJ I CINIZAM DRUŠTVENIH PROMJENA ://aseestant.ceon.rs/index.php/politeia/article/view/17373
- SRPSKO PITANJE I NACIONALNA STRATEGIJA https://www.glassrpske.com/lat/novosti/politika/srpsko-pitanje-i-nacionalna-strategija/554164
- Kako je Jugoslavija osuđena na propast https://www.glassrpske.com/lat/magazin/istorija/kako-je-jugoslavija-osudjena-na-smrt/526003http://svarog.nubl.org/wp-content/uploads/2014/12/%C4%90or%C4%91e-VUKOVI%C4%86-TUMARANJE-SRBA-IZME%C4%90U-IDEOLOGIJA-I-DEALA.pdf

### Izbor kolumni
- Đorđe Vuković: Ako pokvariš samo jedan šraf u sistemu… Архивирано на веб-сајту  (16. фебруар 2023)
- Na Drini ćuskija
- KOLUMNA: Revizija (s)vijesti
- Potkopavanje prebrojavanjem
- Umovanje smanjenih glava!
- Đorđe Vuković: Vrijeme jazavaca
- Postizborne nejednačine u BiH
- https://www.nezavisne.com/kultura/knjizevnost/Djordje-Vukovic-za-Nezavisne-Srpski-oslonci-su-jos-jaki-vjerujem-i-neunistivi/743179
- https://www.youtube.com/watch?v=CyWLMlc3_M4
- https://mojahercegovina.com/mh-intervju-djordje-vukovic-ovo-je-vrijeme-strasne-i-sramne-intelektualne-izdaje/
- https://proeduca.net/podkast-slobodanarodu-03-dorde-vukovic-profesor-na-fakultetu-politickih-nauka-banjaluka/
- https://www.glassrpske.com/lat/novosti/drustvo/djordje-vukovic-ako-pitas-zasto-glas-/480126
- https://www.glassrpske.com/cir/kultura/pozoriste/djordje-vukovic-knjizevnik-i-profesor-za-glas-srpske-kakvi-ljudi-takve-i-drzave/457294
- Đorđe Vuković: Izdaja koju će najmudriji prećutati[мртва веза]